# Duck (filme)
Duck (bra: Pato) é um filme estadunidense do gênero drama de 2005, estrelado por Philip Baker Hall. Foi escrito e dirigido por Nic Bettauer.

## Elenco
- Philip Baker Hall como Arthur Pratt
- Bill Brochtrup como Leopold
- Amy Hill como Pedicure
- Noel Gugliemi como Senhor do Lixo
- French Stewart como Saltador
- Bill Cobbs como Norman

## Recepção
No site agregador de críticas Rotten Tomatoes, 50% das 18 resenhas dos críticos são positivas, com uma classificação média de 5/10. O Metacritic, que usa uma média ponderada, atribuiu ao filme uma pontuação de 53 em 100, baseado em 7 críticos, indicando críticas "mistas ou médias".